# Primus inter pares
Ein primus inter pares (lateinisch für „Erster unter Gleichen“, weiblich prima inter pares) ist ein Mitglied einer Gruppe, das dieselben Rechte innehat wie alle anderen auch, aber trotzdem eine erhöhte Ehrenstellung genießt. Diese Stellung hat meist repräsentativen Charakter und ist mit keinen Privilegien verbunden. In der Wissenschaft werden auf diese Weise herausragende Leistungsträger ohne gesonderte Stellung bezeichnet. Ausschlaggebend dabei ist ihre jeweilige Reputation und weniger Titel oder Ämter.

## Geschichte
Der Begriff primus inter pares wurde unter Kaiser Augustus eingeführt, um seine Stellung im römischen Staatsgefüge zu beschreiben (siehe auch Prinzipat). Augustus wollte mit dieser Bezeichnung seine Unterordnung unter die republikanischen Institutionen unterstreichen; de facto jedoch war er unumschränkter Herrscher.

## Wirtschaft
In der Wirtschaft wird in bestimmten Managementsystemen der primus inter pares genutzt, um bei fehlender Entscheidungsfähigkeit der Gruppe (gerade Anzahl an Mitgliedern oder fehlende Entscheidungsbereitschaft von einzelnen) einem einzelnen die Möglichkeit zu geben, das Zünglein an der Waage zu sein.

## Beispiele
Beispiele dafür sind:
- Der Papst in den ersten Jahrhunderten der Kirche.
- Der ökumenische Patriarch von Konstantinopel innerhalb der orthodoxen Kirche.
- Der Erzbischof von Canterbury unter den Primates der Anglikanischen Kirchengemeinschaft.
- Der Erzbischof von Uppsala innerhalb der Schwedischen Kirche.
- Der Erzbischof von Utrecht innerhalb der Altkatholischen Kirchen.
- Der Kardinaldekan im Kardinalskollegium.
- Der Präsident des Bundesverfassungsgerichts in Deutschland (in seiner Funktion als Mitglied des ihm zugeteilten Senats)
- Viele Exekutiven in der Schweiz funktionieren nach dem Kollegialitätsprinzip. Der Vorsitz ist dabei bloß ein primus inter pares und rotiert typischerweise jedes Jahr: Der Bundespräsident der Schweiz als Teil der siebenköpfigen Landesregierung (Bundesrat), die Regierungschefs bei den meisten Kantonsregierungen (Regierungsrat) sowie die Stadtpräsidentschaft in verschiedenen größeren Schweizer Städten.
- Der österreichische Bundeskanzler als Vorsitzender der Bundesregierung.
- Ein österreichischer Landeshauptmann als Vorsitzender der Landesregierung.
- Ursprünglich der britische Premierminister, allerdings hat sich dieses Amt zu einer den anderen Ministern an Macht klar überlegenen Position entwickelt.
- Der Außenminister San Marinos als Teil der Regierung des Landes.
- Der Senior oder Erstchargierte in einer Studentenverbindung.
- Der Mannschaftskapitän einer Sportmannschaft
- Der Klassensprecher einer Schulklasse
- Der Betriebsratsvorsitzende eines Betriebsrates.
- Der Bremer Bürgermeister und der Regierende Bürgermeister von Berlin bis zur Verfassungsänderung 2006 sowie der Hamburger Bürgermeister bis zur Verfassungsänderung 1996.
- Der evangelische Bischof, Landesbischof oder Kirchenpräsident innerhalb der Pfarrerschaft seiner Gliedkirche.
- Der Bundesratspräsident unter den Ministerpräsidenten der deutschen Länder.
- Der Dekan unter den Professoren seiner Fakultät.
- Der Oberbürgermeister/Bürgermeister (nach der unechten Magistratsverfassung) in Hessen.
- Der Gildemeister einer Gilde.
- Der Vorstandsvorsitzende oder Vorstandssprecher einer deutschen Aktiengesellschaft.
- Der Wahlvorsteher innerhalb des Wahlvorstandes.